# (4284) Kaho
(4284) Kaho (1988 FL3) – planetoida z pasa głównego asteroid okrążająca Słońce w ciągu 3 lat i 234 dni w średniej odległości 2,4 j.a. Została odkryta 16 marca 1988 roku.